# Грембув (гміна)
Гміна Грембув (пол. Gmina Grębów) — сільська гміна у східній Польщі. Належить до Тарнобжезького повіту Підкарпатського воєводства.
Станом на 31 грудня 2011 у гміні проживало 9810 осіб.

## Територія
Згідно з даними за 2007 рік площа гміни становила 186.28 км², у тому числі:
- орні землі: 47.00%
- ліси: 34.00%

Таким чином, площа гміни становить 35.82% площі повіту.

## Населення
Станом на 31 грудня 2011:
| Опис     | Загалом | Загалом | Чоловіки | Чоловіки | Жінки | Жінки |
| -------- | ------- | ------- | -------- | -------- | ----- | ----- |
| одиниця  | осіб    | %       | осіб     | %        | осіб  | %     |
| все      | 9810    | 100     | 4898     | 49.93    | 4912  | 50.07 |
| міське   | 0       | 100     | 0        |          | 0     |       |
| сільське | 9810    | 100     | 4898     | 49.93    | 4912  | 50.07 |

## Сусідні гміни
Гміна Грембув межує з такими гмінами: Боянув, Ґожице, Залешани, Нова Демба, Стальова Воля.